# Siêu base
Trong hóa học, một siêu base là một base có ái lực đặc biệt cao với proton. Ion hydroxide là base mạnh nhất có thể tồn tại trong dung dịch nước. Các siêu base được quan tâm về mặt lý thuyết và có giá trị tiềm năng trong tổng hợp hữu cơ.
Siêu base đã được mô tả từ những năm 1850. Hiện nay vẫn chưa có tiêu chuẩn được chấp nhận chung cho "mạnh hơn cái gì?", mặc dù phần lớn các nhà hóa học thường xuyên coi natri hydroxide (NaOH) như là base 'điểm chuẩn', giống như việc họ sử dụng acid sulfuric (H2SO4) làm acid 'điểm chuẩn' (xem siêu acid). Ion hydroxide là một điểm chuẩn tốt, do nó là base mạnh nhất có thể tồn tại trong dung dịch nước; các base mạnh hơn sẽ trung hòa nước bằng cách khử proton của nó, để sinh ra ion hydroxide (và siêu base proton hóa). Một cách thông thường khác có thể định nghĩa siêu base là khử α proton lượng pháp của hợp chất carbonyl thành dạng enol, một điều không thể thực hiện được bằng các "base thông thường". Mặc cho điều này, thuật ngữ này vẫn chưa có định nghĩa hóa học tiêu chuẩn, vì thế 1,8-bis(dimetylamino)naphtalen có thể được coi là "siêu base".

## Định nghĩa

Proton sponge 1,8-bis(dimetylamino)naphtalen.

Nói chung IUPAC định nghĩa siêu base là một "hợp chất có tính base rất mạnh, chẳng hạn như lithi diisopropylamide".

## Phân loại
Siêu base có 3 phân loại chính: hữu cơ, cơ kim và vô cơ.

### Siêu base hữu cơ

Sự proton hóa của base Verkade. Acid liên hợp của nó có pK_{a} là 32,9 trong acetonitrile.

Các siêu base hữu cơ hầu hết là các chất trung hòa điện tích, chứa nitơ, trong đó nitơ đóng vai trò là chất nhận proton. Chúng bao gồm các phosphazen, phosphan, amidin và guanidin. Các hợp chất hữu cơ khác đáp ứng các định nghĩa hóa lý hoặc định nghĩa về cấu trúc của 'siêu base' bao gồm các proton chelator như proton sponge và bispidin.

### Siêu base cơ kim

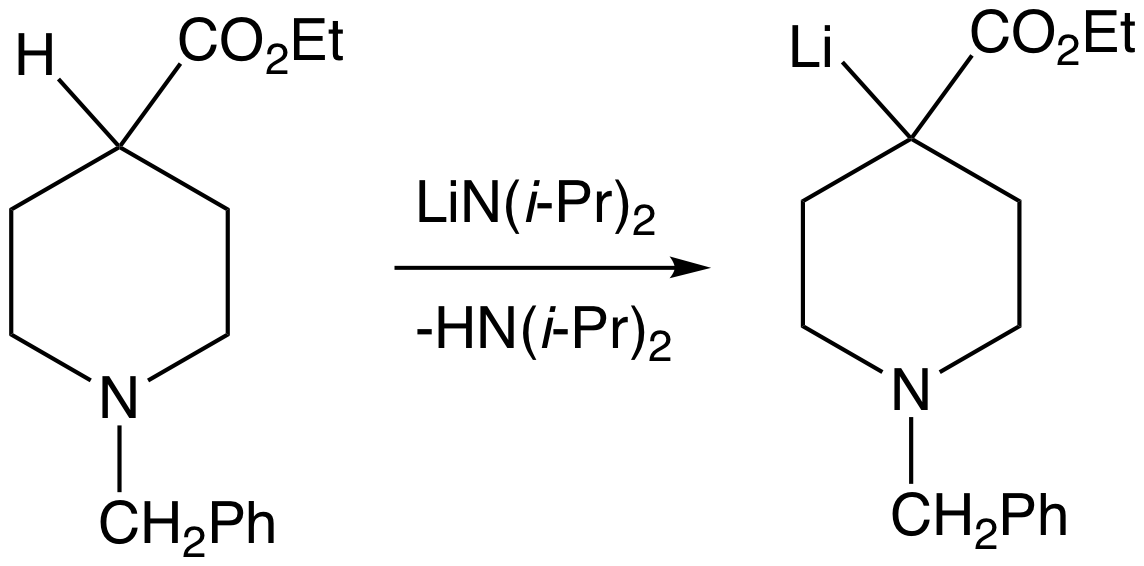
Khử proton bằng LDA.

Các hợp chất cơ kim của các electropositive metal là các siêu base, nhưng nhìn chung chúng là các nucleophile mạnh.
Schlosser's base, sự kết hợp của n-Butyllithi và kali tert-butoxide, thường được coi là một siêu base.

### Siêu base vô cơ
Các siêu base vô cơ thường là các hợp chất giống muối với các anion nhỏ, mang điện tích cao, ví dụ như lithi hydride, kali hydride và natri hydride. Những chất như vậy không tan, nhưng bề mặt của những vật liệu này có khả năng phản ứng cao và slurry rất hữu ích trong quá trình tổng hợp. Caesi oxide có lẽ là base mạnh nhất theo tính toán của hóa học lượng tử.